# Eugen Luisk
Eugen Luisk (* 3. April 1905 in Riga; † 1995 in Bobingen) war ein deutschbaltischer Maler. Sein Werk ist gekennzeichnet von großformatigen Landschaftsbildern.
Luisk verbrachte Kindheit und Jugend in Riga und St. Petersburg. Nach Abschluss seiner Schulausbildung begann er, an der Kunstakademie in Riga Malerei zu studieren. Er schloss sich der Künstlergruppe Die Neun an. Seine erste Ausstellung fand 1928 statt.
Mit Beginn des Zweiten Weltkriegs wurde Luisk 1939  mit seiner Familie in das Wartheland umgesiedelt. 1941 erhielt er die Einberufung zur Wehrmacht, in der er als Dolmetscher für Russisch diente. Kurz vor Kriegsende fiel er 1945 in sowjetische Kriegsgefangenschaft. Nach seiner Entlassung 1956 ließ er sich zunächst in Augsburg, später in Bobingen nieder. Dort setzte er sein künstlerisches Wirken fort.
Luisk stellte in Frankfurt am Main, Berlin, im Bonner Haus der Geschichte, in Würzburg, Hamburg, München und Paris aus.
| Personendaten    | Personendaten            |
| ---------------- | ------------------------ |
| NAME             | Luisk, Eugen             |
| KURZBESCHREIBUNG | deutsch-baltischer Maler |
| GEBURTSDATUM     | 3. April 1905            |
| GEBURTSORT       | Riga                     |
| STERBEDATUM      | 1995                     |
| STERBEORT        | Bobingen                 |